# Ženské domovy
Ženské domovy je název budovy v Praze 5 na Smíchově, postavené ve 30. letech 20. století jako ubytovací zařízení pro svobodné pracující ženy. Od roku 2002 je budova v soukromém vlastnictví a po celkové rekonstrukci slouží jako polyfunkční objekt zahrnující kromě bydlení i kancelářské a obchodní prostory, restauraci a hotel.

## Historie
Sedmipodlažní budova ve tvaru písmene H byla postavena v roce 1933 ve funkcionalistickém stylu podle návrhu architekta Josefa Hlaváčka na místě někdejší smíchovské plynárny. Stavba vznikla z podnětu „Kuratoria pro zlepšení bytových poměrů mladých žen“ pod záštitou Alice Masarykové, která budovu v roce 1933 slavnostně otevřela. Ženské domovy měly sloužit jako příklad řešení bytové situace mladých, svobodných, zaměstnaných žen, a to především těch mimopražských. V budově se železobetonovým skeletem bylo celkem 900 místností, kromě pokojů také tři velké sály: divadlo, tělocvična a promítací sál s restaurací. Dle původních stanov se byty poskytovaly ženám jen na dva roky.
Za druhé světové války zde Němci zřídili lazaret, který tu fungoval až do roku 1945. Po válce se do Ženských domovů vrátily původní obyvatelky, jichž zde žilo až 1400 v 850 pokojích. Budova podléhala správě obvodního národního výboru a získala statut „ubytovacího zařízení neveřejného typu“. Dekrety na pokoj či lůžko vydával žadatelkám bytový odbor. V letech 1950–1990 byla údržba objektu zanedbávána a budova chátrala. V 70. letech 20. století došlo k částečné změně dispozičního uspořádání původních společenských prostor. V 80. letech proběhla celková oprava vnějšího pláště budovy, která nerespektovala původní barevné a materiálové řešení fasád. Po roce 1989 přešly Ženské domovy postupně do správy městské části Praha 5. Ta budovu v roce 1994 pronajala soukromé firmě, která ji v roce 2002 odkoupila a provedla na etapy celkovou rekonstrukci, jejíž součástí byla i obnova obvodového pláště podle návrhu architekta Miroslava Čecha. V roce 2004 bylo na budově Ženských domovů přistavěno další poschodí podle návrhu architekta Davida Bartouška, které slouží jako hotel Akcent o kapacitě 140 lůžek.